# Griva de les Tanimbar
La griva de les Tanimbar (Zoothera machiki) és un ocell de la família dels túrdids (Turdidae).

## Hàbitat i distribució
Habita el terra del bosc i sotabosc de les illes Tanimbar.